# Youri (Mali)
Youri è un comune urbano del Mali facente parte del circondario di Nioro du Sahel, nella regione di Kayes.